# NGC 2222
NGC 2222 è una galassia a spirale barrata del tipo Hubble SBa nella costellazione del Pittore. Si stima che si trovi a 107 milioni di anni luce dalla Via Lattea e abbia un diametro di circa 40.000 anni luce. Insieme a NGC 2221, forma una coppia di galassie gravitazionalmente interagenti.

## Scoperta
La galassia è stata scoperta il 4 dicembre 1834 da John Herschel.